# Z-Wave
Z-Wave is een protocol voor draadloze communicatie dat voornamelijk wordt gebruikt voor domotica. Het is een energiezuinig mesh-netwerk dat gebruik maakt van radiogolven om van apparaat naar apparaat te communiceren waardoor draadloze bediening van huishoudelijke apparaten en andere apparaten mogelijk is, zoals lichtregeling, beveiligingssystemen, thermostaten, ramen, sloten en garagedeuropeners. Net als andere protocollen en systemen die zijn gericht op de markt voor huis- en kantoorautomatisering, kan een Z-Wave-systeem worden bediend via internet vanaf een smartphone, tablet of computer, en lokaal via een slimme luidspreker, draadloze sleutelhanger of een wandschakelaar met een Z-Wave gateway of centraal besturingsapparaat dat zowel als hubcontroller en als portaal naar buiten dient. Z-Wave biedt de interoperabiliteit van de applicatielaag tussen huiscontrolesystemen van verschillende fabrikanten. Er is een groeiend aantal Z-Wave-producten: meer dan 1700 in 2017 en meer dan 2600 in 2019.

## Geschiedenis
Het Z-Wave-protocol is in 1999 ontwikkeld door Zensys, een Deens bedrijf gevestigd in Kopenhagen. Dat jaar introduceerde Zensys een lichtregelsysteem voor consumenten dat uitgroeide tot Z-Wave als een eigen systeem op een chip (SoC) domotica-protocol op een vrij te gebruiken frequentieband in het 900 MHz-bereik. De 100-serie chipset werd uitgebracht in 2003 en de 200-serie werd uitgebracht in mei 2005 waarbij de ZW0201-chip hoge prestaties levert tegen lage kosten. De chip uit de 500-serie, ook wel bekend als Z-Wave Plus, werd uitgebracht in maart 2013, met vier keer zoveel geheugen, een verbeterd draadloos bereik en een langere batterijduur. De technologie begon rond 2005 aan te slaan in Noord-Amerika, toen vijf bedrijven, waaronder Danfoss, Ingersoll-Rand en Leviton Manufacturing, Z-Wave adopteerden. Ze vormden de Z-Wave Alliance, met als doel het gebruik van Z-Wave-technologie te promoten, waarbij alle producten van bedrijven in de alliantie interoperabel zijn. In 2005 leidde Bessemer Venture Partners een derde seed-ronde van $ 16 miljoen voor Zensys. In mei 2006 kondigde Intel Capital aan dat het in Zensys investeerde, een paar dagen nadat Intel zich bij de Z-Wave Alliance had aangesloten. In 2008 ontving Zensys investeringen van Panasonic, Cisco Systems, Palamon Capital Partners en Sunstone Capital. 
Z-Wave werd in december 2008 overgenomen door Sigma Designs. Na de overname werd het Amerikaanse hoofdkantoor van Z-Wave in Fremont, Californië, samengevoegd met het hoofdkantoor van Sigma in Milpitas, Californië. Als onderdeel van de wijzigingen werden de handelsmerkbelangen van Z-Wave in de Verenigde Staten behouden door Sigma Designs en overgenomen door een dochteronderneming van Aeotec Group in Europa. Op 23 januari 2018 kondigde Sigma aan dat het van plan was de Z-Wave-technologie en bedrijfsmiddelen voor $ 240 miljoen aan Silicon Labs te verkopen. De verkoop werd afgerond op 18 april 2018.
In 2005 waren er zes producten op de markt die gebruik maakten van Z-Wave-technologie. Tegen 2012, toen smarthome- technologie steeds populairder werd, waren er in de VS ongeveer 600 producten met Z-Wave-technologie beschikbaar. Sinds januari 2019 zijn er meer dan 2600 Z-Wave-gecertificeerde interoperabele producten.

## Interoperabiliteit
De interoperabiliteit van Z-Wave op de applicatielaag zorgt ervoor dat apparaten informatie kunnen delen en zorgt ervoor dat alle Z-Wave hardware en software samenwerken. Dankzij de draadloze mesh-netwerktechnologie kan elk knooppunt direct of indirect communiceren met aangrenzende knooppunten, waarbij extra knooppunten worden beheerd. Knooppunten die binnen bereik zijn, communiceren rechtstreeks met elkaar. Als ze niet binnen bereik zijn, kunnen ze een verbinding maken met een ander knooppunt dat binnen bereik is om toegang te krijgen tot en informatie uit te wisselen. In september 2016 werden bepaalde delen van de Z-Wave-technologie openbaar gemaakt, toen de toenmalige eigenaar Sigma Designs een openbare versie van de interoperabiliteitslaag van Z-Wave uitbracht, waarbij de software werd toegevoegd aan de open-sourcebibliotheek van Z-Wave. Dankzij de open-source beschikbaarheid kunnen softwareontwikkelaars Z-Wave integreren in apparaten met minder beperkingen. Z-Wave's S2-beveiliging, Z/IP voor het transporteren van Z-Wave-signalen via IP-netwerken en Z-Ware middleware zijn allemaal open source vanaf 2016.

## Standaarden en de Z-Wave Alliance
De Z-Wave Alliance werd in 2005 opgericht als een consortium van bedrijven die verbonden apparaten maken die worden bestuurd via apps op smartphones, tablets of computers met behulp van Z-Wave draadloze mesh-netwerktechnologie. De alliantie is een formele vereniging die zich richt op zowel de uitbreiding van Z-Wave als de voortdurende interoperabiliteit van elk apparaat dat Z-Wave gebruikt.
In oktober 2013 werd een nieuw protocol en een interoperabiliteitscertificeringsprogramma met de naam Z-Wave Plus aangekondigd, gebaseerd op nieuwe functies. Z-Wave Plus gebruikt hogere interoperabiliteitsnormen die zijn gebundeld en vereist zijn voor het 500-serie systeem op een chip (SoC). Enkele functies waren al beschikbaar waren sinds 2012 voor de 300/400 serie SoC's. In februari 2014 werd het eerste product gecertificeerd voor Z-Wave Plus. De alliantie heeft als doel om voor het slimme huis een beveiligd mesh-netwerk te creëren dat op verschillende platforms werkt.
Z-Wave is ontworpen om betrouwbare communicatie en werking te bereiken tussen apparaten en sensor-objecten van verschillende fabrikanten in de Z-Wave Alliance, die uit meer dan 700 leden bestaat. De belangrijkste leden van de alliantie zijn onder meer ADT Corporation, Assa Abloy, Jasco, Leedarson, LG Uplus, Nortek Security & Control, Ring, Silicon Labs, SmartThings, Trane Technologies en Vivint.
In 2016 lanceerde de Alliantie een Z-Wave Certified Installer Training-programma om installateurs, integrators en dealers de tools te geven om Z-Wave-netwerken en -apparaten in te zetten in werk- en thuisprojecten. Dat jaar kondigde de Alliantie de Z-Wave Certified Installer Toolkit (Z-CIT) aan, een diagnose- en probleemoplossingsapparaat dat kan worden gebruikt tijdens de netwerk- en apparaatconfiguratie en dat ook kan functioneren als een op afstand te gebruiken diagnostisch hulpmiddel.
Z-Wave Alliance is verantwoordelijk voor het Z-Wave-certificeringsprogramma. Z-Wave-certificering bestaat uit twee componenten: technische certificering, beheerd via Silicon Labs, en marktcertificering, beheerd via de Z-Wave Alliance.

## Technische eigenschappen
Z-Wave is ontworpen om betrouwbare transmissie met lage latentie te bieden van kleine datapakketten met datasnelheden tot 100 kbit/s. De doorvoersnelheid is 40 kbit/s (9,6 kbit/s bij gebruik van oude chips) en geschikt voor besturings- en sensortoepassingen. Dit is in tegenstelling tot Wi-Fi en andere IEEE 802.11- gebaseerde draadloze LAN- systemen die primair zijn ontworpen voor hoge gegevendoorvoer. De maximale communicatieafstand tussen twee knooppunten is ongeveer 30 meter (40 meter met chip uit de 500-serie). Vanwege de mogelijkheid om tot vier keer tussen de knooppunten te springen, biedt het voldoende dekking voor de meeste woonhuizen. De gebruikte modulatie is Frequency Shift Keying (FSK) met Manchester-codering.
Z-Wave gebruikt de industriële, wetenschappelijke en medische ISM-band zonder licentie. Het werkt op 868,42 MHz in Europa, op 908,42 MHz in Noord-Amerika en gebruikt andere frequenties in andere landen, afhankelijk van daar geldende  regelgeving. De gebruikte frequentieband concurreert met sommige draadloze telefoons (DECT) en andere consumentenelektronica, maar vermijdt interferentie met wifi, Bluetooth en andere systemen die op de drukke 2,4GHz-band werken. De onderste lagen, MAC en PHY, worden beschreven door ITU-T G.9959 en zijn volledig achterwaarts compatibel. In 2012 heeft de International Telecommunication Union (ITU) de Z-Wave PHY- en MAC-lagen als optie opgenomen in de G.9959-standaard voor draadloze apparaten onder 1 GHz. De datasnelheden zijn 9600 bps en 40 kbps, met een uitgangsvermogen van 1 mW of 0 dBm. De Z-Wave transceiver-chips worden geleverd door Silicon Labs.
Tabel met gebruikte frequenties in verschillende delen van de wereld:
| Frequentie in MHz      | Gebruikt in |
| ---------------------- | --- |
| 865,2                  | India |
| 869                    | Rusland |
| 868,4                  | China, Singapore, Zuid-Afrika |
| 868,40, 868,42, 869,85 | CEPT- landen (Europa en andere landen in de regio), Frans-Guyana |
| 908,40, 908,42, 916    | VS, Canada, Argentinië, Guatemala, de Bahama's, Jamaica, Barbados, Mexico, Bermuda, Nicaragua, Bolivia, Panama, Britse Maagdeneilanden, Suriname, Kaaimaneilanden, Trinidad en Tobago, Colombia, Turks- en Caicoseilanden, Ecuador, Uruguay |
| 916                    | Israël |
| 919,8                  | Hong Kong |
| 919,8, 921,4           | Australië, Nieuw-Zeeland, Maleisië, Brazilië, Chili, El Salvador, Peru |
| 919-923                | Zuid-Korea |
| 920-923                | Thailand |
| 920-925                | Taiwan |
| 922-926                | Japan |

### Netwerkconfiguratie, topologie en routering
Z-Wave maakt gebruik van een door de bron gerouteerde mesh-netwerkarchitectuur. Mesh-netwerken worden ook wel draadloze ad-hocnetwerken genoemd. In dergelijke netwerken gebruiken apparaten het draadloze kanaal om controleberichten te verzenden die vervolgens door naburige apparaten worden doorgegeven. Het bronapparaat dat wil verzenden, wordt daarom de initiator genoemd. Vandaar de naam door de bron geïnitieerde mesh ad-hocrouting. In de periode begin jaren negentig werden verschillende bron-geïnitieerde mesh-routeringsprotocollen voorgesteld. De eerdere waren Ad hoc On-Demand Distance Vector Routing (AODV) en Dynamic Source Routing (DSR).
Apparaten kunnen met elkaar communiceren door tussenliggende knooppunten te gebruiken om actief te navigeren rond huishoudelijke obstakels of voor radiosignalen onbereikbare dode hoeken die kunnen voorkomen in de multipad-omgeving van een huis. Een bericht van knooppunt A naar knooppunt C kan met succes worden afgeleverd, zelfs als de twee knooppunten niet binnen bereik zijn, op voorwaarde dat een derde knooppunt B kan communiceren met knooppunten A en C. Als de voorkeursroute niet beschikbaar is, zal de afzender van het bericht andere routes proberen totdat er een pad naar het C-knooppunt is gevonden. Daarom kan een Z-Wave-netwerk veel verder reiken dan het radiobereik van een enkele eenheid. Bij meerdere van deze hops kan er echter een kleine vertraging optreden tussen het stuurcommando en het gewenste resultaat.
Het eenvoudigste netwerk is een enkel bestuurbaar apparaat en een primaire controller. Extra apparaten kunnen op elk moment worden toegevoegd, evenals secundaire controllers, inclusief traditionele afstandsbedieningen,  wandschakelaars en pc-applicaties die zijn ontworpen voor beheer en controle van een Z-Wave-netwerk. Een Z-Wave-netwerk kan uit maximaal 232 apparaten bestaan, met de mogelijkheid om netwerken te overbruggen als er meer apparaten nodig zijn.
Een apparaat moet worden "opgenomen" in het Z-Wave-netwerk voordat het kan worden bediend via Z-Wave. Dit proces - bekend als "pairing" - wordt gewoonlijk bereikt door op een reeks knoppen op de controller en op het apparaat dat aan het netwerk wordt toegevoegd te drukken. Pairing hoeft maar één keer te worden uitgevoerd, waarna het apparaat altijd wordt herkend door de controller. Apparaten kunnen via een vergelijkbaar proces uit het Z-Wave-netwerk worden verwijderd. De controller leert de signaalsterkte tussen de apparaten tijdens het pairen, waarbij de Z-Wave controller verwacht dat de apparaten zich op hun uiteindelijke locatie bevinden als ze aan het systeem worden toegevoegd. Meestal heeft de controller een kleine interne batterijback-up, waardoor deze tijdelijk kan worden losgekoppeld en naar de locatie van een nieuw apparaat kan worden gebracht om te worden gekoppeld. De controller wordt dan teruggebracht naar zijn normale locatie en opnieuw verbonden.
Elk Z-Wave-netwerk wordt geïdentificeerd door een netwerk-ID en elk apparaat wordt verder geïdentificeerd door een knooppunt-ID. Het netwerk-ID (ook wel Home ID genoemd) is de gemeenschappelijke identificatie van alle knooppunten die tot één logisch Z-Wave-netwerk behoren. Het netwerk-ID heeft een lengte van 4 bytes (32 bits) en wordt aan elk apparaat toegewezen door de primaire controller tijdens pairing. Knooppunten met verschillende netwerk-ID's kunnen niet met elkaar communiceren. Het knooppunt-ID is het adres van een enkel knooppunt in het netwerk. Het knooppunt-ID heeft een lengte van 1 byte (8 bits) en moet uniek zijn in zijn netwerk.
De Z-Wave-chip is geoptimaliseerd voor apparaten die op batterijen werken en blijft meestal in een energiebesparende modus om minder energie te verbruiken, en wordt alleen wakker om zijn functie uit te voeren. Om ervoor te zorgen dat Z-Wave-apparaten ongevraagde berichten kunnen routeren, kunnen ze niet in de slaapstand staan. Apparaten die op batterijen werken, zijn daarom niet ontworpen als repeater. Mobiele apparaten, zoals afstandsbedieningen, zijn ook uitgesloten, aangezien Z-Wave ervan uitgaat dat alle repeater-compatibele apparaten in het netwerk op hun oorspronkelijke gedetecteerde positie blijven.
Z-Wave is gebaseerd op een fabrikanteigen ontwerp, ondersteund door Sigma Designs als belangrijkste chipverkoper, maar de Z-Wave-business unit werd in 2018 overgenomen door Silicon Labs.
In 2014 werd Mitsumi een gelicentieerde tweede bron voor chips uit de Z-Wave 500-serie. Hoewel er een aantal academische en praktische beveiligingsonderzoeken is gedaan naar domoticasystemen op basis van Zigbee- en X10- protocollen, staat het onderzoek nog in de kinderschoenen om de Z-Wave-protocolstapellagen te analyseren. Hiervoor is het nodig een apparaat te ontwikkelen dat Z-Wave communicatie kan onderscheppen en analyseren. Een vroege kwetsbaarheid werd ontdekt in AES-gecodeerde Z-Wave-deursloten. Het gin hier om deuren die (op afstand) konden worden ontgrendeld zonder correct certificaat. Daaropvolgende netwerkberichten, zoals in "deur is open", werden daarna genegeerd worden door de echte controller van het netwerk. De kwetsbaarheid was niet het gevolg van een fout in de Z-Wave-protocolspecificatie, maar bleek een implementatiefout van de deurslotfabrikant.
Op 17 november 2016 kondigde de Z-Wave Alliance strengere beveiligingsnormen aan voor apparaten die vanaf 2 april 2017 Z-Wave-certificering ontvangen. Bekend als Security 2 (of S2), biedt het geavanceerde beveiliging voor smart home-apparaten, gateways en hubs. Het versterkt de coderingsnormen voor transmissies tussen knooppunten en stelt nieuwe koppelingsprocedures voor elk apparaat verplicht, met unieke pincodes of QR-codes op elk apparaat. De nieuwe authenticatielaag is bedoeld om te voorkomen dat hackers de controle over onbeveiligde of slecht beveiligde apparaten overnemen. Volgens de Z-Wave Alliance is de nieuwe beveiligingsstandaard de meest geavanceerde beveiliging die er op de markt is voor smart home-apparaten en controllers, gateways en hubs.

### Hardware
De chip voor Z-Wave-knooppunten is de ZW0500, gebouwd rond een Intel MCS-51-microcontroller met een interne systeemklok van 32 MHz. Het RF-gedeelte van de chip bevat een GisFSK-transceiver voor een door software selecteerbare frequentie. Met een voeding van 2,2-3,6 volt verbruikt hij 23mA in zendmodus. De functies omvatten AES-128-codering, een draadloos kanaal van 100 kbps, gelijktijdig luisteren op meerdere kanalen en ondersteuning voor USB VCP.

### Vergelijking met andere protocollen
Voor slimme draadloze thuisnetwerken zijn er tal van technologieën die met elkaar concurreren om de voorkeursstandaard te worden. Wi-Fi verbruikt veel stroom en Bluetooth is beperkt in signaalbereik en aantal apparaten. Andere netwerkstandaarden die concurreren met Z-Wave zijn onder meer Wi-Fi HaLow, Bluetooth 5, Insteon, Thread en ZigBee. Z-Wave heeft een groot bereik in de open lucht op 90 meter (buiten) en 24+ meter (binnen). Insteon kan theoretisch een groot aantal apparaten adresseren met 17,7 miljoen (vergeleken met ZigBee's 65.000 en Z-Wave's 232). Thread heeft een hoge datatransmissiesnelheid van 250 kbps. Z-Wave heeft een betere interoperabiliteit dan ZigBee, maar ZigBee heeft een grotere datatransmissiesnelheid. Thread en Zigbee werken op de drukke Wi-Fi-standaardfrequentie van 2,4 GHz, terwijl Z-Wave werkt op 908 MHz in de VS, wat minder ruis en een groter dekkingsgebied heeft. Alle drie zijn mesh-netwerken. De Z-Wave MAC/PHY is wereldwijd gestandaardiseerd door de International Telecommunications Union als ITU 9959-radio, en de Z-Wave Interoperability, Security (S2), Middleware en Z-Wave-over-IP-specificaties zijn allemaal vrijgegeven in het publieke domein in 2016. Hiermee is Z-Wave zeer toegankelijk gemaakt voor ontwikkelaars van Internet of Things.